# Dick Cheney
Richard Bruce „Dick” Cheney (ur. 30 stycznia 1941 w Lincoln) – amerykański polityk, 46. wiceprezydent Stanów Zjednoczonych w latach 2001–2009, w 2002 i 2007 Pełniący obowiązki Prezydenta Stanów Zjednoczonych.
17. Sekretarz obrony Stanów Zjednoczonych w latach 1989–1993, Szef personelu Białego Domu w latach 1975–1977. 

## Życiorys
W 1959 dostał stypendium na Uniwersytecie Yale, ale nie ukończył tam studiów. Ponownie rozpoczął studia na Uniwersytecie Wyoming, gdzie uzyskał dyplom magistra nauk politycznych w 1966.

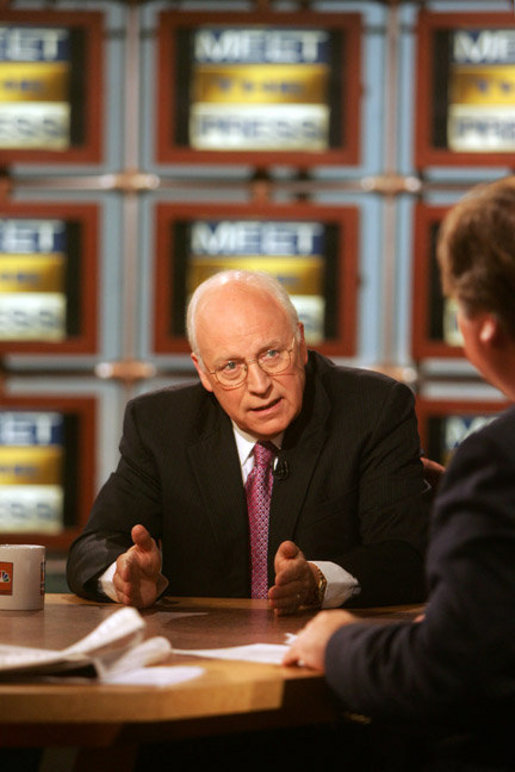
Cheney podczas wywiadu telewizyjnego

Rozpoczął karierę polityczną w 1969 w administracji prezydenta Nixona. Do 1976 służył na różnych stanowiskach w Białym Domu, zostając szefem personelu podczas urzędowania prezydenta Forda. W 1978 wybrany do Kongresu, gdzie służył przez pięć kadencji do 1989.
Jako kongresmen głosował m.in. przeciwko poprawce w sprawie równouprawnienia, przeciwko finansowaniu programu równych szans dla dzieci w wieku przedszkolnym z ubogich rodzin Head Start i przeciwko rezolucji Izby nawołującej rząd RPA do uwolnienia z więzienia Nelsona Mandeli.
Od marca 1989 do stycznia 1993 był sekretarzem obrony w administracji George’a Busha. Pełnił te obowiązki podczas amerykańskiej interwencji w Panamie w 1989 i podczas wojny w Zatoce Perskiej w 1991.
Między 1993 a 2001 pracował w sektorze prywatnym, będąc m.in. dyrektorem generalnym koncernu naftowego Halliburton, prowadzącego interesy m.in. z Birmą i Irakiem.
W lipcu 2000 podczas prezydenckiej kampanii wyborczej George W. Bush mianował go jako swojego kandydata na wiceprezydenta. Po zwycięstwie w wyborach objął urząd 20 stycznia 2001.
29 czerwca 2002, zgodnie z postanowieniami 25. poprawki do konstytucji George W. Bush w związku z poddaniem się badaniom lekarskim realizowanym pod narkozą, między 7:09 a 9:24 przekazał mu pełnienie obowiązków prezydenta USA. Ponownie pełnił obowiązki prezydenta z tego samego powodu 21 lipca 2007 między 7:16 a 9:21.
27 stycznia 2005 gościł w Polsce, reprezentując Stany Zjednoczone podczas uroczystości upamiętniających 60. rocznicę wyzwolenia przez Armię Czerwoną niemieckiego nazistowskiego obozu koncentracyjnego Auschwitz-Birkenau.
Wraz z Bushem wygrał kolejną kadencję w wyborach 2 listopada 2004. Sprawował urząd do 20 stycznia 2009. Oświadczył, że nie ma już dalszych ambicji politycznych i nie będzie w przyszłości kandydował na prezydenta.

## Kontrowersje
- 18 października 2005 „The Washington Post” ujawnił, że biuro wiceprezydenta było źródłem przecieku i ujawnienia tożsamości agentki CIA, Valerie Plame. W marcu 2007 został w tej sprawie skazany Lewis „Scooter” Libby, były szef sztabu Cheneya, który w trakcie śledztwa zeznał, że to wiceprezydent upoważnił go do ujawnienia tajnych dokumentów mediom.
- 11 lutego 2006 Cheney, w trakcie polowania na przepiórki, przypadkowo postrzelił w twarz swojego przyjaciela, 78-letniego Harry’ego Whittingtona. Ranny doznał ataku serca, ale przeżył. Po tym wydarzeniu wiceprezydent Cheney stał się obiektem wielu żartów w mediach.

## W popkulturze
- 25 grudnia 2018 odbyła się premiera filmu Adama McKaya Vice, będącego fabularyzowaną biografią polityka. W rolę Cheneya wcielił się Christian Bale (i Alex MacNicoll jako nastoletni Cheney)[3][4].